# Mujeres en la construcción en Bolivia
El sector de las mujeres en la construcción en Bolivia es un sector en crecimiento en el país. 

## Situación de las mujeres constructoras en Bolivia
Según datos del Instituto Nacional de Estadística en 2014, solo el 5% (21 mil mujeres) de la mano de obra de la construcción en Bolivia está ocupado por mujeres. Asimismo, según la Organización Internacional del Trabajo, en el ámbito de la construcción la brecha salarial es del 38%, mucho mayor que en otros sectores. Además, dado que el sector está tradicionalmente monopolizado por los hombres, muchas mujeres enfrentan discriminación y acoso laboral y sexual. Además, las mujeres generalmente son contratadas para barrer, cargar piedras o mover tierra; difícilmente se las acepta para trabajar en la obra gruesa y la obra fina.  Del total de mujeres que trabajan en la construcción, el 68,7% han concluido solo el nivel primario. Y, según el INE, ocho de cada diez constructoras no cuentan con ningún tipo de seguro de salud; en el caso de constructoras indígenas, esta cifra asciende a nueve de cada diez. Además, de las 21 mil obreras en este rubro, según la OIT el 24,7% recibe una remuneración muy baja o nula, pues su labor es considerada solo como “apoyo familiar”.

## Encuentro Nacional de Mujeres Constructoras
El Encuentro Nacional de Mujeres Constructoras es un evento que se lleva a cabo anualmente desde 2018 para reunir a las mujeres del sector del país. El primer encuentro, de 2018, se desarrolló en la ciudad de La Paz y el segundo, de 2019, en la ciudad de Santa Cruz. Posteriormente, los encuentros se cancelaron por la pandemia de Covid-19. 

## AMUCBOL y otras asociaciones locales
La Asociación de Mujeres Constructoras de Bolivia eligió su primera directiva el 2019, durante el II Encuentro Nacional de Mujeres Constructoras, poniendo a la cabeza a María del Carmen Cáceres.
En Cochabamba existen siete cooperativas de mujeres constructoras, integradas en 2021 por 115 personas. Las cooperativas son: Unicasas, Horneras, Sumaj Kawsay, Wara, Warmy Sartawi, Vida Nueva y Torre Fuerte.
Según Pamela Terán, asesora técnica de las cooperativas cochabambinas, el primer paso para las mujeres en la construcción es trabajar colaborativamente para mejorar las condiciones de vivienda de otras mujeres de áreas periurbanas y, ya con ese aprendizaje, entrar en el rubro de la construcción como tal.